# Oborona (Organisation)

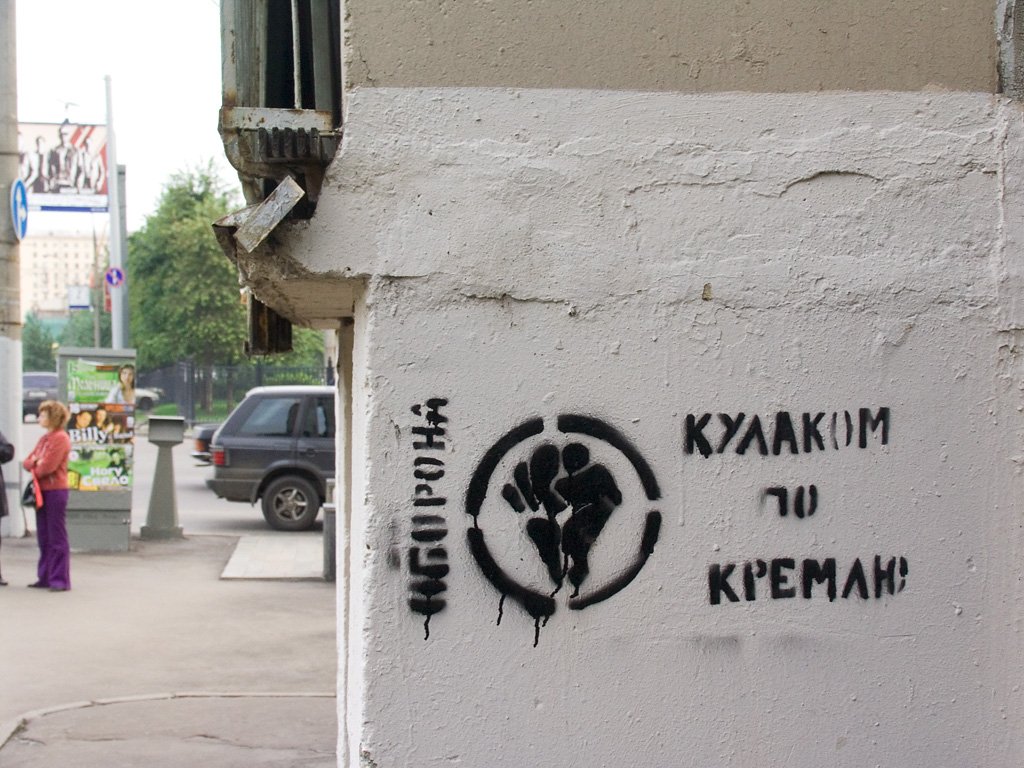
Oborona-Symbol an einer Hauswand

Oborona (russisch Оборона zu deutsch: „Verteidigung“) war eine 2005 gegründete liberal-demokratische Jugendorganisation in Russland. Sie stand in Opposition zur Kreml-Administration unter Wladimir Putin und dem regierungstreuen Jugendverband Naschi. Die Organisation wurde am 4. Februar 2013 aufgelöst.

## Geschichte
Oborona wurde unter dem Eindruck der Orangen Revolution in der Ukraine in Moskau gegründet. Die Organisation entstand im April 2005 als Zusammenschluss der Jugendorganisation der Partei Jabloko mit dem kurz zuvor gegründeten parteiunabhängigen Jugendverband Iduschtschuje bes Putin („Weg ohne Putin“) und mehreren kleineren Jugendorganisationen und -gruppen. Die erste große öffentliche Aktion war eine Unterstützungsdemonstration für Michail Chodorkowski im Juni 2005. Aufgrund von Behinderungen der politischen Arbeit setzt Oborona vor allem seit Ende 2005 / Anfang 2006 im politischen Kampf auf eher unübliche Methoden wie genehmigungsfreie Ein-Mann-Demos, das Rückwärtszählen der übriggebliebenen Regierungstage Putins vor dessen Geburtshaus in Sankt Petersburg oder das demonstrative Massentrinken eines georgischen Mineralwassers als Protest gegen einen Einfuhrstopp. Dennoch steht die Organisation unter Druck der Behörden, zahlreiche Mitglieder sitzen immer wieder für kürzere Zeit in Haft. Bei Aktionen gegen Oborona wurde oft die Spezialtruppe OMON eingesetzt.

## Inhaltliches Profil
Oborona ist von seiner politischen Ausrichtung im linksliberalen Bereich anzusiedeln. Erklärte Vorbilder des Verbandes sind große Jugendorganisationen in anderen Ländern wie Pora! in der Ukraine und Otpor! in Serbien. Ziel von Oborona ist eine Vereinigung der aktuell zersplitterten liberalen Opposition gegen die im Kreml herrschende Partei Einiges Russland unter Wladimir Putin. Oborona ist Anhänger des gewaltfreien Widerstands.

## Aufbau
Es gibt Filialen in Moskau, Sankt Petersburg, Murmansk, Barnaul, Woronesch, Samara, Perm, Nischni Nowgorod und 4–6 weiteren Großstädten. Die Anzahl der aktiven Mitglieder ist jedoch außerhalb von Moskau und Sankt Petersburg eher gering, so dass im weiten Land lediglich kleinere Aktionen mit ein bis zwei Dutzend Beteiligten durchgeführt werden können. Die örtlichen Filialen sind locker untereinander vernetzt, wobei aufgrund der großen Entfernungen in Russland und oft schwachen Finanzen der Mitglieder die meisten Aktionen autark von einer örtlichen Gruppe durchgeführt werden. An der Spitze der Organisation steht ein Koordinationsrat und kein fester Vorstand.